# HD 152082
Désignations
HD 152082 est une étoile à enveloppe de la constellation de l'Autel. C'est une étoile double avec un compagnon de 13e magnitude avec une séparation angulaire de 6,8", le long d'un angle de position de 329° (à partir de 2000).